# Монастырищская волость (Богучарский уезд)
Монастырищская волость (в большей части документов — Монастырщенская) — историческая административно-территориальная единица Богучарского уезда Воронежской губернии с центром в селе Монастырщина.
По состоянию на 1880 год состояла 11 поселений, 10 сельских общин. Население — 12 083 лица (6150 мужского пола и 5933 — женской), 2018 дворовых хозяйств.
|                       | Площадь, десятин | В том числе пахотной, дес. |
| --------------------- | ---------------- | -------------------------- |
| Сельских общин        | 42031            | 35299                      |
| Частной собственности | 60               | 60                         |
| Другой собственности  | 906              | 359                        |
| В общем               | 42997            | 35718                      |

Поселения волости на 1880 год:
- Монастырщина — бывшее государственное село при реке Дон за 25 верст от уездного города, 1718 человек, 346 дворов, 2 православные церкви, 4 скамейки, 34 ветряных мельницы, 2 ярмарки в год. За 9 верст — монастырь, православная церковь.
- Абросимова — бывшая государственная слобода при реке Дон, 1555 человек, 252 двора, православная церковь, лавка, 27 ветряных мельниц, 2 базара.
- Белая Горка Первая — бывшее государственное село при реке Дон, 791 лицо, 118 дворов.
- Глубокое — бывшее государственное село при реке Дон, 649 человек, 119 дворов.
- Дедовка — бывшее государственное село при реке Дон, 1842 лица, 246 дворов, православная церковь, 30 ветряных мельниц, базары.
- Каразеев — бывший государственный хутор, 503 лица, 68 дворов.
- Медовая — бывшая государственная слобода, 1153 лица, 190 дворов, православная церковь, школа, 20 ветряных мельниц, базары.
- Пасека — бывшее государственное село при реке Дон, 1110 человек, 190 дворов, 15 ветряных мельниц.
- Сухой Донец — бывшее государственное село при реке Дон, 1962 лица, 347 дворов, православная церковь, школа, 2 лавки, 26 ветряных мельниц, 2 ярмарки в год.

По данным 1900 года в волости насчитывалось 16 поселений с преимущественно украинским населением, 10 сельских обществ, 110 зданий и учреждений, 2248 дворовых хозяйств, население составляло 16 201 человек (7971 мужского пола и 8230 — женского).
В 1915 году волостным урядником был Федор Иванович Лелекин, старшиной — Малахий Ермолаевич Грибанок, волостным писарем — Стефан Федорович Попов.